# The Principal and the Pauper
"The Principal and the Pauper" é o segundo episódio da nona temporada de The Simpsons, exibido originalmente em 28 de setembro de 1997 na Fox. No episódio, Seymour Skinner comemora o seu vigésimo aniversário como diretor da Escola Primária de Springfield, quando um homem chega afirmando que Skinner assumiu sua identidade. Skinner admite que seu nome verdadeiro é Armin Tamzarian, e que ele havia pensado o verdadeiro Seymour Skinner, um amigo do exército, tinha morrido na Guerra do Vietnã. Armin deixa Springfield, mas é convencido a voltar mais tarde. O episódio foi escrito por Ken Keeler e foi dirigido por Steven Dean Moore. A estrela convidada para o episódio foi Martin Sheen, que interpretou o verdadeiro Seymour Skinner. Foi produzido por Bill Oakley e Josh Weinstein para a oitava temporada, porém foi emitido como parte da nona.
"The Principal and the Pauper" é um dos episódios mais controversos de The Simpsons. Muitos fãs e críticos reagiram negativamente à revelação de que o Diretor Skinner, um personagem recorrente desde a primeira temporada, era um impostor. O episódio tem sido criticado pelo criador da série Matt Groening e Harry Shearer, que faz a voz de Skinner. Apesar disso, Ken Keeler considera o episódio o melhor trabalho que ele já fez para a televisão. Bill Oakley e Josh Weinstein, também defenderam o episódio.

## Enredo
Funcionários e alunos da Escola Primária de Springfield decidem fazer uma homenagem aos 20 anos de Skinner no cargo de diretor da escola. Durante a homenagem, do lado de fora da escola, um táxi estaciona e um estranho desce dele. O mesmo acaba proclamando como "o verdadeiro Seymour Skinner". É revelado então que o Diretor Skinner na verdade é Armin Tamzarian, um soldado do exército que teve como seu sargento Seymour Skinner; que aparentemente faleceu durante uma guerra. Armin conta a sua história (em Flashback): Ele antes era um órfão que era bastante rebelde e que não respeitava ninguém; até o dia em que ele bateu em um juiz e teve três opções: a primeira era a cadeia; a segunda, o exército; e a terceira, pedir desculpas. Armin escolheu ir ao exército, onde lutou por várias guerras ao lado do Sargento Skinner; que na opinião de Armin, foi um "irmão que nunca teve". Quando foi dado o desaparecimento de Skinner, Armin se viu no dever de dar a notícia a sua mãe; mas quando chegou na casa dela, ele não teve coragem de dizer a ela a notícia, e se declarou como Seymour. No dia seguinte, Armin deu o cargo de diretor de uma escola para o verdadeiro Skinner, enquanto ele voltou para Capitol City.
Marge, a Sra. Skinner e Sra. Krabappel resolvem tentar trazer o velho Skinner de volta. Graças a autoridade que Agnes adquiriu sobre Armin, ele decide voltar a Springfield e retomar o cargo de Diretor. O Diretor Skinner fica furioso ao saber que "ele deu a vida dele para Springfield" e "não recebeu nenhuma dignidade". Para manter a dignidade de Skinner e o "obrigado", o povo de Springfield amarra Skinner a uma cadeira que se parte no vagão de um trem. Um juiz declara que a partir daquele dia, Armin Tamzarian será chamado de Seymour Skinner, e quem tocasse no assunto seria torturado.

## Produção
"The Principal and the Pauper" foi o último episódio escrito por Ken Keeler, quem também teve a ideia original. Keeler nomeou o falso Seymour Skinner, Armin Tamzarian, através de um amigo que havia lhe ajudado em um acidente automobilístico. Tamzarian, que mais tarde tornou-se um advogado, não sabia que tinham usado o seu nome até o episódio terminou.
Muitos fãs acreditam que o episódio é baseado na história de Martin Guerre ou o filme de 1993 Sommersby. No entanto, Keeler disse que foi inspirado no caso Tichborne, que ocorreu na Inglaterra no século XIX. O título original do episódio é uma referência ao livroThe Prince and the Pauper por Mark Twain.

### Concepção
Ken Keeler, o escritor do episódio, contra as críticas, disse:
Esse [episódio] é sobre uma comunidade de pessoas que gostam de coisas do jeito que são. Skinner não é realmente alguém próximo, é um personagem menor, mas ainda assim fica com raiva quando alguém chega e diz: "Isso não é como as coisas são na realidade", e expulsam o mensageiro da cidade em um trem. Quando o episódio foi lançado, uma comunidade de pessoas que gostam de coisas do jeito que são ficaram realmente irritados. Nunca ninguém disse que este episódio é sobre as pessoas que odeiam essas coisas.
Os produtores Bill Oakley e Josh Weinstein se demonstraram animados sobre o episódio porque Skinner foi um dos seus personagens favoritos. A dupla já havia escrito o episódio da quinta temporada "Sweet Seymour Skinner's Baadasssss Song", que foi um estudo em profundidade do personagem. Oakley disse que ele e Weinstein passaram "um mês imenso na mente de Seymour Skinner" para preparar esse episódio, e a partir desse ponto em diante, aproveitaram todas as oportunidades para "mexer com a personalidade e o passado [de Skinner]".
Descrevendo o real Seymour Skinner, Keeler comentou que: "Teria sido fácil fazer dele um personagem realmente horrível e desagradável, mas não fizemos isso. Fizemos ele apenas não estando certo [...]". Bill Oakley disse que a ideia por trás do personagem é que ele "só faltava um toque especial". Os produtores selecionaram Martin Sheen para fazer a voz do personagem, porque admirava seu desempenho em Apocalypse Now e sentiu que sua voz seria apropriada para um veterano do Vietnã.